# Francesc Gras Salas
|  | Aquest article tracta sobre l'oftalmòleg i escriptor. Vegeu-ne altres significats a «Francesc Gras (desambiguació)». |

Francesc Gras Salas   (Reus, 30 de març de 1921 - Reus, 14 d'agost de 2022) va ser un metge oftalmòleg i escriptor català que ha contribuït a la difusió de la memòria i història reusenca.

## Activitat mèdica
Membre d'una nissaga d'oftalmòlegs reusencs, iniciada pel seu avi Francesc Gras Fortuny, i fill de Francesc Gras Rebull, va estudiar la carrera de medicina a Barcelona i els estudis de doctorat a Madrid. Va exercir la seva especialitat d'oftalmologia al carrer de Llovera número 35 de Reus entre els anys 1948 i 1999. També va ser metge de l'Hospital de Sant Joan de Reus durant 20 anys.
El febrer de 2012 va fer donació a l'Hospital de Reus dels estris i aparells mèdics de la seva consulta, alguns de vàlua històrica. Aquests estris i aparells es poden veure exposats en un espai de la planta -1 d'aquest hospital. També va fer lliurement d'una trentena de volums de la publicació La Medicina Contemporánea: revista Médica de Reus (publicació reusenca de finals segle xix fundada pel seu avi), al Museu d'Història de la Medicina de Catalunya, a Terrassa.

## Activitat cultural i associativa

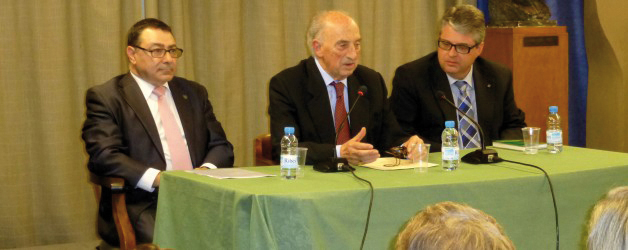
Francesc Gras impartint una conferència

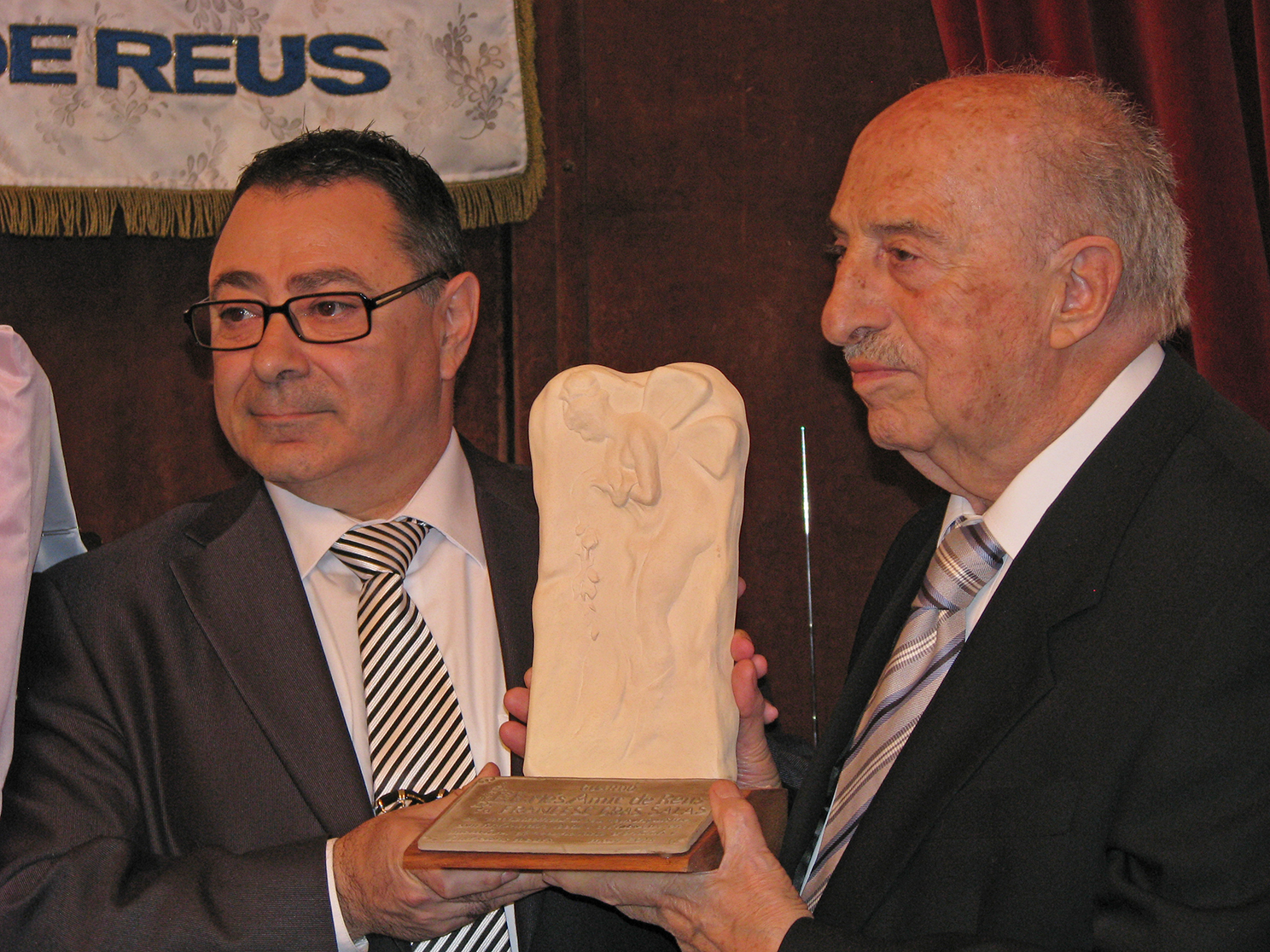
Francesc Gras rebent el premi «El més amic de Reus»

Va escriure articles d'opinió al Diario Español i al Semanario Reus amb el pseudònim «Suero Vital». També col·laborà amb publicacions mèdiques. Més endavant també va escriure articles al Diari de Tarragona i a la Guia de Reus, una publicació setmanal gratuïta.
Ha publicat sis llibres sobre temàtica reusenca:
- Fets i Gent de Reus. (1997)
- Gent, racons i olors de Reus. (2000)
- De Llevant cap a Ponent: escrits. (2006)
- Records de Reus: quan es duien espardenyes, sales de ball reusenques, de la Guerra Civil i d'altres records. (2009)
- Parlem de Reus. De la seva gent i d'esdeveniments importants. Recull d'articles publicats. (2014)
- Estimar i recordar la nostra ciutat. Recull de 43 articles publicats a la revista «Lo Nunci» del Centre d'Amics de Reus. (2019)

Va ser un dels impulsors de la recuperació de l'entitat Associació de Concerts de Reus l'any 1952, associació de la que va ser membre de la junta entre les dècades de 1950 i 1970. El febrer de 1956 participà en l'organització de l'homenatge a la ballarina reusenca Roseta Mauri. El 2009 impulsà la realització d'un Cicle de Cambra en memòria del pianista reusenc Pau Martí Roca.
Membre de la Congregació de la Puríssima Sang de Reus entre els anys 1954 i 1964, una entitat en la que impulsà la restauració del presbiteri de l'Església de la Puríssima Sang després de la seva destrucció. Va ser també pregoner de la Setmana Santa de Reus l'any 2007.
Va ser també un dels impulsors de l'entitat «Guardadors de la Tronada», que vetlla pel manteniment de la tradicional Tronada de la Festa Major de Reus.
Durant la dècada de 1960 exercia de vicepresident de l'Aero-club Reus-Costa Daurada.
El 2003 va ser impulsor de la recuperació de la figura de l'arquitecte reusenc Domènech Sugranyes i Gras, que havia estat deixeble d'Antoni Gaudí, durant el 125è aniversari del seu naixement celebrat aquell any. Entre altres actes es recuperà l'edifici Sol i Mar de Salou, obra de l'arquitecte i que té uns esgrafiats que es trobaven en mal estat de conservació, es col·locà una placa a la seva casa natal del carrer de les Galanes i se li va dedicar un carrer.
L'any 2009 va fer les gestions necessàries per a redescobrir l'autoria per part de Lluís Domènech i Montaner de la Capella Margenat al Cementiri de Reus i s'hi col·locà una placa.
El 2012, l'entitat Centre d'Amics de Reus li lliurà el guardó «El més amic de Reus» que distingeix les persones i entitats que han dut a terme una trajectòria important i han contribuït a enaltir el nom de Reus.